# Bjørn Maaseide
Bjørn Maaseide (* 7. März 1968 in Stavanger) ist ein ehemaliger norwegischer Beachvolleyballspieler. Er war Europameister und nahm an drei olympischen Turnieren teil. Seine Schwester Kathrine Maaseide ist ebenfalls eine erfolgreiche Beachvolleyballspielerin.

## Karriere
1991 bildete Maaseide ein festes Duo mit seinem langjährigen Partner Jan Kvalheim. Zwei Jahre später traten Kvalheim/Maaseide bei der ersten Europameisterschaft an und unterlagen erst im Finale den Franzosen Jodard/Penigaud. Das nächste EM-Turnier in Almería konnten die Norweger dann im Endspiel gegen das spanische Duo Javier Bosma und Santiago Aguilera für sich entscheiden. Außerdem gewannen sie in den ersten Jahren mehrere Open-Turniere in Miami, Marseille und Berlin. 1994/95 waren sie die FIVB Tour Champions. Bei der Weltserie 1996 verpassten sie nur in zwei Turnieren die Top Ten. Im ersten olympischen Turnier mussten sie sich Jörg Ahmann und Axel Hager geschlagen geben, bevor sie in der Verliererrunde noch einige Spiele überstanden.
1997 in Los Angeles kamen sie bei der ersten Weltmeisterschaft auf Platz 17. Im gleichen Jahr verloren sie das Finale der Europameisterschaft in Riccione gegen ihre Landsleute Vegard Høidalen und Jørre André Kjemperud. 1998 in Rhodos wiederholten sie das Ergebnis nach einer Niederlage gegen die Schweizer Brüder Martin und Paul Laciga. Während sie bei der Weltmeisterschaft 1999 nicht über den 25. Rang hinauskamen, gewannen sie als Dritter der EM in Palma ihre nächste Medaille, womit sie fünfmal bei Europameisterschaften auf dem Treppchen standen. Bei ihrer zweiten Olympiateilnahme 2000 in Sydney verpassten sie das Achtelfinale und belegten Platz 19. Anschließend trennten sich ihre Wege.
Maaseide spielte ab 2001 mit Iver Andreas Horrem. Das neue Duo musste sich bei der WM in Klagenfurt nach drei Sätzen in der ersten Hauptrunde den späteren Weltmeistern Baracetti/Conde geschlagen geben. Zwei Jahre später verloren sie in Rio de Janeiro in der gleichen Runde gegen Christoph Dieckmann und Andreas Scheuerpflug. Nach dem fünften Platz bei der Europameisterschaft in Timmendorfer Strand erlebte Maaseide 2004 in Athen sein drittes olympisches Turnier, das jedoch bereits nach der Vorrunde endete. Anschließend erklärte er seinen Rücktritt und widmete sich wirtschaftlichen Tätigkeiten.
2007 kehrte Maaseide jedoch mit Horrem in den Sand zurück. Bei der Weltmeisterschaft in Gstaad gab es zum dritten Mal in Folge das Aus in der ersten Hauptrunde, diesmal gegen die Brasilianer Franco/Cunha. Nachdem das norwegische Duo die angestrebte Qualifikation für die Olympischen Spiele in Peking verpasst hatte, widmete sich Maaseide der nächsten Weltmeisterschaft. Sein Engagement trug dazu dabei, diese Veranstaltung in seine Heimatstadt Stavanger zu holen, wo bereits seit zehn Jahren ein World-Tour-Turnier stattfand. Sportlich war das Turnier für Maaseide/Horrem früh beendet, da sie ohne Satzgewinn in der Vorrunde ausschieden.